# Матео Ренци
Матео Ренци (итал. Matteo Renzi; Фиренца, 11. јануар 1975) италијански је политичар и секретар Демократске партије од 15. децембра 2013. године.
Био је 56. председник Савета министара Републике Италије од 22. фебруара 2014. до 12. децембра 2016. године. 7. децембра је поднео оставку након пораза на референдуму о уставним променама одржаном 4. децембра 2016. Пре тога је био председник округа Фиренца (2004—2009), и градоначелник Фиренце (2009—2014).
Као 39-годишњак, Ренци је оборио Мусолинијев рекорд као најмлађа личност која је постала председник владе Италије још од уједињења 1861. године.